# Острів Кеппел, Сінгапур
Острів Кеппел — це невеликий приватний острів, який розташований на околиці Харбор Фронт у районі Букіт-Мера, Сінгапур . Острів переважно рівнинний, розташований у північній частині затоки Кеппел, між головним островом Сінгапуру та островом Сентоза . 
Острів Кеппел з’єднаний з головним островом Сінгапуру 250-метровим вантовим мостом Кеппел-Бей, який відкрили у 2008 році. По мосту Кеппел-Бей також проходять лінії електропередач та інші коммунікації.

## Історія
Острів став процвітаючим у середині 19 століття завдяки розвитку гавані Кеппел .  Острів Кеппел використовувався для суднобудівних і судноремонтних робіт на верфі Кеппел до 2000 року.
Острів раніше був відомий як Пулау Ханту, що малайською означає «Острів привидів». У 1983 році компанія, яка володіла островом, змінила назву на острів Кеппел 
У 2008 році острів був частиною проекту з організації фешенебельної набережної, після чого його з’єднали з головним островом мостом Кеппел-Бей.
Сьогодні на острові Кеппел є елітні ресторани та пристань для яхт.  